# Gare du Thillot
La gare du Thillot  était une gare ferroviaire française de la ligne d'Épinal à Bussang, située sur le territoire de la commune du Thillot, dans le département des Vosges, en région Lorraine.
Elle est mise en service en 1879 par la Compagnie des chemins de fer de l'Est et fermée en 1989 par la Société nationale des chemins de fer français (SNCF). Un service de cars TER Lorraine dessert la commune.

## Situation ferroviaire
La gare du Thillot est située au point kilométrique (PK) 49,884 de la ligne d'Épinal à Bussang, entre les gares fermées de Ramonchamp et de Fresse, sur la section déclassée de Remiremont et Bussang. Son altitude est de 495 mètres

## Histoire

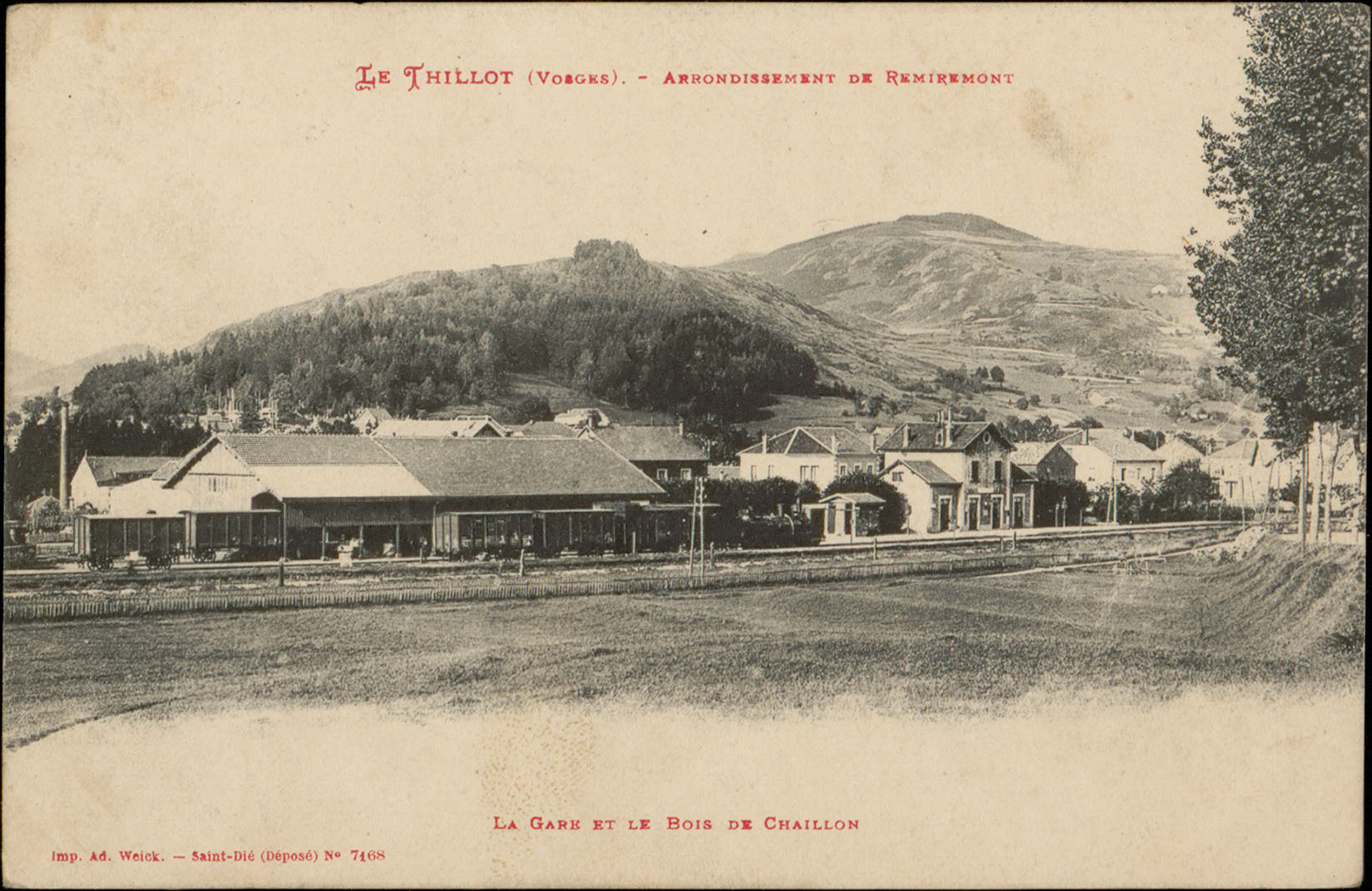
Gare du Thillot (vers 1900).

Mise en service en 1879 par la Compagnie des chemins de fer de l'Est, elle ferme ses portes en 1989. La section de ligne, entre Remiremont (gare ouverte la plus proche) et l'ancien terminus de Bussang, a été déclassée le 15 novembre 1993 du PK 27,607 au PK 60,302 (ancienne fin de la ligne), les installations ont ensuite été déposées et la plate-forme est devenue une voie verte après son rachat, en 2002, par le conseil général du département.
Quant à la gare, elle a été transformée en maison des Hautes-Mynes qui complète une visite du site minier de la ville.

## Service des voyageurs
La gare en service la plus proche est celle de Remiremont. Un service de cars TER Lorraine (ligne 8) dessert la commune.